# Agalliopsis maculata
Agalliopsis maculata är en insektsart som beskrevs av Henry Fairfield Osborn 1926. Agalliopsis maculata ingår i släktet Agalliopsis och familjen dvärgstritar. Inga underarter finns listade i Catalogue of Life.